# Charles Odegaard
Charles Edwin Odegaard (Chicago Heights, 1911. január 10. – 1999. november 14.) a Washingtoni Egyetem 25. rektora. Pályafutása alatt az intézmény az ország állami fenntartású egyetemeinek élmezőnyébe jutott.
Ő a Washingtoni Egyetem Odegaard Alapképzési Könyvtára és a Charles E. Odegaard-díj névadója.

## Élete
Odegaard 1911-ben született az Illinois állambeli Chicago Heightsban; édesapja a cégigazgató Charles Alfred, édesanyja pedig Mary Cord Odegaard. Anyai nagyszülei az 1880-as években Norvégiából vándoroltak ki az Amerikai Egyesült Államokba. Ugyan Odegaard szülei nem rendelkeztek középfokú végzettséggel, de mindketten bátorították tanulmányai folytatására. Életrajzi könyvében Odegaard leírta, hogy „a történelmet büntetésnek fogta fel”. Felsőfokú tanulmányait a Darthmouth Főiskolán és a Harvard Egyetemen végezte.

## Pályafutása
Oktatói karrierjét az Illinois-i Egyetemen (Urbana–Champaign) kezdte, majd a második világháborúban a haditengerészet őrnagyaként szolgált. Leszerelését követően visszatért az illinois-i intézménybe, majd a Tanult Társadalmak Amerikai Tanácsának igazgatója lett. 1953-tól a Michigani Egyetem művészettörténeti iskolájának dékánja.
1958-ban elfogadta a Washingtoni Egyetem rektori posztjára történő felkérést. Nagyobb volumenű szervezeti átalakításba kezdett: hat év elteltével a 15 dékánból tizenkettőt menesztett. Regnálása alatt a hallgatói létszám 16 ezerről 34 ezerre, a költségvetés pedig az 1958-as 37 millió dollárról 1973-ra 400 millió dollár fölé nőtt. 35 új épületet adtak át, ezzel az intézmény területe megduplázódott.

## Családja
1941-ben Chicagóban feleségül vette Elizabeth Jane Ketchumot. Egy lányuk (Mary Ann Odegaard) született. Charles Odegaard 1999-ben, 88 éves korában hunyt el; halálát szívelégtelenség okozta.

## Művei
- A Pilgrimage Through Universities. (angolul) Seattle: University of Washington Press. 1999.  ISBN 978-0-295-97760-7 Hozzáférés: 2021. június 5.

## Fordítás
- Ez a szócikk részben vagy egészben  a   Charles Odegaard című angol Wikipédia-szócikk ezen változatának fordításán alapul.  Az eredeti cikk szerkesztőit annak laptörténete sorolja fel. Ez a jelzés csupán a megfogalmazás eredetét és a szerzői jogokat jelzi, nem szolgál a cikkben szereplő információk forrásmegjelöléseként.